# Horse Creek, Wisconsin
Horse Creek là một cộng đồng dân cư chưa thống nhất (unincorporated community) ở Farmington, Polk County, Wisconsin, Hoa Kỳ.